# Округ Келхајм
Округ Келхајм је округ у немачкој држави Баварска. Најзападнији је округ регије Доња Баварска. У округу се река Алтмил улива у  Дунав. 
Површина округа је 1 066,89 км². Крајем 2008. имао је 113.120 становника. У округу постоји 24 насеља. 